# GR 37
El GR 37 és un Sender de gran recorregut, que circularment recorre la comarca dels Serrans per vies pecuàries testimonis de la transhumància des de l'Edat Mitjana. Com a sender de gran recorregut està abalisat amb senyals roigs i blancs. Recorre els límits de la província de València, Terol i Conca

## Recorregut
Titaigües, Racó del Tio Escribano, Aqüeducte dels Arcs, Alpont, Font del Cabezo, La Iessa, la Cuevarruz, Cañada Pastores, la Torre, Losilla, Aras de los Olmos i Titaigües.